# Fiat 500X
O Fiat 500X é um crossover subcompacto produzido pela fabricante de automóveis italiana Fiat desde 2014, inspirado no Fiat Panda 4x4 de 1983. Foi revelado no Paris Motor Show em 2 de outubro de 2014. O carro compartilha a mesma plataforma do Jeep Renegade.